# Gran Premi de Corea
El Gran Premi de Corea és una carrera puntuable pel campionat mundial de Fórmula 1 que s'ha disputat per primera vegada el 24 d'octubre del 2010, en el circuit urbà de Yeongam, a Yeongam (Corea del Sud).

## Guanyadors del Gran Premi de Corea
| Any  | Pilot            | Equip            | Circuit | Resultats |
| ---- | ---------------- | ---------------- | ------- | --------- |
| 2010 | Fernando Alonso  | Ferrari          | Yeongam | Resultats |
| 2011 | Sebastian Vettel | Red Bull-Renault | Yeongam | Resultats |
| 2012 | Sebastian Vettel | Red Bull-Renault | Yeongam | Resultats |